# Emmanuel Dongala
Emmanuel Boundzéki Dongala (geboren 14. Juli 1941 in Alindao, Französisch-Äquatorialafrika) ist ein kongolesischer französischsprachiger Schriftsteller und Chemiker.

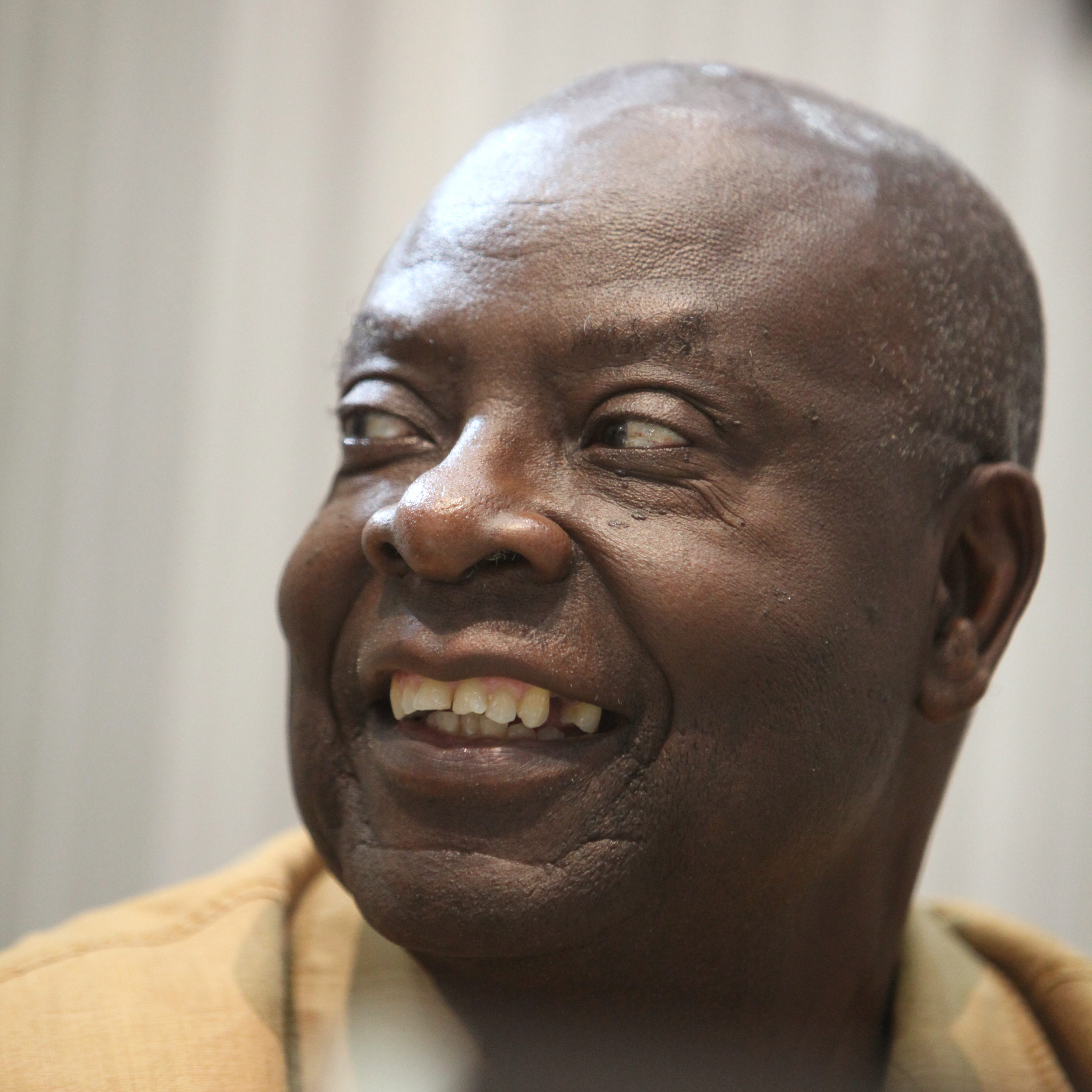
Emmanuel Dongala (2011)

## Leben
Emmanuel Boundzéki Dongala ist Sohn eines kongolesischen Vaters und einer zentralafrikanischen Mutter. Er wuchs in Kongo-Brazzaville auf und studierte Chemie in Frankreich und den USA. Er machte einen B.A. am Oberlin College, einen M.S. an der Rutgers University, wurde an der Université Louis Pasteur in Straßburg promoviert und ein zweites Mal an der Université des Sciences et Techniques Montpellier.
Bis zum Ausbruch des Bürgerkrieges in Kongo-Brazzaville lehrte er als Chemieprofessor an der staatlichen Université Marien Ngouabi (UMNG) in Brazzaville. Dongala floh 1998 in die USA und erhielt dank der Unterstützung des Literaten Philip Roth eine Stelle als Professor für Chemie und für frankophone afrikanische Literatur am Bard College at Simon’s Rock in Great Barrington.
Dongala schrieb Romane und Theaterstücke. Er erhielt unter anderem 1988 den Literaturpreis Grand Prix littéraire de l’Afrique noire und 1999 ein Guggenheim-Stipendium.

## Werke (Auswahl)
Belletristik
- Un fusil dans la main, un poème dans la poche. Paris : Albin Michel, 1973
  - Der Morgen vor der Hinrichtung : Roman. Übersetzung Thorgard Schücker. Berlin : Verlag Volk und Welt, 1976
- Jazz et Vin de palme. Paris : Hatier, 1982
- Le Premier Matin du monde. Theater. 1984
- Le Feu des origines. Paris : Albin Michel, 1987
- Mes enfants ? Quels enfants ? Theater. 1990
- Le Miracle de Noël. Theateradaption 1995. Nach dem Roman L'Enfant miraculé von Tchicaya U Tam’si.
- Les petits garçons naissent aussi des étoiles. Paris : Le Serpent à plumes, 1998
  - Kinder von den Sternen. Übersetzung Sigrid Groß. Wuppertal : Hammer, 2000 ISBN 978-3-87294-841-0
- Johnny Chien Méchant. Paris : Le Serpent à plumes, 2002
- La Femme et le Colonel. Theater. Ivry-sur-Seine : A3 Éditeurs, 2006 ISBN 2-84436-143-9
- Photo de groupe au bord du fleuve. Arles : Actes Sud, 2010 Prix Virilo 2010
  - Gruppenfoto am Ufer des Flusses. Übersetzung Giò Waeckerlin-Induni. Wuppertal : Hammer, 2011 ISBN 978-3-7795-0314-9
- La Sonate à Bridgetower. Arles : Actes Sud, 2017

Chemie
- Synthese asymetrique de beta-hydroxyacides par condensation aldolique, Tetrahedron Letters (50) S. 4983–4986, 1973
- Synthese de telomeres optiquement actifs, Tetrahedron Letters (49) S. 4315–4316, 1977
- Telomerisation par catalyse redox, European Polymer Journal Vol 13, S. 929–934, 1977
- Polyesterification of Halogen Containing Difunctional Compounds, Journal of Fluorine Chemistry, (17) S. 113–126, 1980
- Contribution a l'Etude des Micronutriments du manioc: les acides gras, Journal de la Societe Chimique de Tunisie, Vol II, number 8, December 1988